# Burla (fiume)
Il Burla (in russo Бурла; in kazako Борлы, Borly) è un fiume lungo 489 km che scorre nel territorio dell'Altaj e nell'oblast' di Novosibirsk in Russia e, in misura minore, in Kazakistan.

## Geografia
Il Burla nasce a circa 170 m di altitudine sull'altopiano dell'Ob', nella zona della foresta Burlinskaja lesnaja datscha, circa 40 km in linea d'aria a nord-ovest della città di Kamen'-na-Obi e a solo 20 km circa dal corso dell'Ob'. Tuttavia, non scorre verso questo fiume, bensì si volge in direzione opposta, verso sud-ovest, attraverso l'estremità nord-occidentale del territorio dell'Altaj, parallelamente al confine con l'oblast' di Novosibirsk. Per tutta la sua lunghezza mantiene sempre questa direzione; nel suo corso medio attraversa la steppa di Kulunda, un'ampia pianura alluvionale in molti tratti paludosa. Soprattutto nel suo corso inferiore, attraversa un gran numero di laghi. Poco prima del confine con il Kazakistan raggiunge il lago salato Bol'šoe Topol'noe («Grande lago dei pioppi»), per poi penetrare in quest'ultimo Paese, dove è noto con il nome di Borly, per un tratto di circa 50 km, attraversando ancora diversi laghi salati. Infine, si getta in un ultimo lago salato situato in un bacino endoreico, il lago Bol'šoj Ažbulat (Большой Ажбулат, «Grande Ažbulat»), circa 100 km a nord-est della capitale regionale Pavlodar. Nel suo tratto inferiore il Burla raggiunge una larghezza massima di 20 m e una profondità di 2 m.
Il Burla non ha grandi affluenti; i più importanti sono il Čuman (lungo 70 km), proveniente da destra, il Pan'šicha (22 km) e il Kur'ja (55 km), entrambi da sinistra. Nel bacino del fiume vi sono 282 laghi, per una superficie totale di 425 km².
Lungo il fiume non sorgono città, ma solamente grossi villaggi e i capoluoghi distrettuali di Pankrušicha, Chabary e Burla. Il fiume bagna inoltre la regione settentrionale del distretto nazionale tedesco di Gal'bštadt.

## Idrografia
Il bacino idrografico del Burla si estende per 12.800 km². Il fiume, che scorre attraverso una zona relativamente arida, ha una portata piuttosto bassa: in prossimità del lago Bol'šoe Topol'noe essa è di appena 3 m³/s, in quanto la maggior parte delle acque va dispersa nelle paludi e nei laghi del corso medio.
Il Burla gela dall'inizio di novembre fino a metà aprile. Nelle sezioni pianeggianti congela fino al fondo. Durante le piene primaverili, il fiume raggiunge una profondità di 2-3,5 m nel suo corso medio e di 1-2,5 m in quello inferiore. Durante le estati particolarmente secche, il fiume raggiunge solo il lago Bol'šoe Topol'noe, mentre l'intero settore kazako si prosciuga fino al Bol'šoj Ažbulat.

## Economia e infrastrutture
Il Burla non è navigabile. In alcuni casi, la sua acqua viene utilizzata per irrigare i terreni agricoli. Nei laghi più grandi del suo corso inferiore (tra cui il Kaban'e, il Chomutinoe, il Pesčanoe, il Chorošee e il Bol'šoe Topol'noe) si pratica la pesca; in alcuni laghi il livello dell'acqua è regolato dalle dighe.
Il fiume è attraversato nel suo corso medio dalla linea ferroviaria Omsk - Karasuk - Srednesibirskiy (ferrovia della Siberia occidentale) e nel suo corso inferiore, vicino al lago Bol'šoe Topol'noe, dalla cosiddetta «ferrovia di Kulunda» Tatarsk - Karasuk - Slavgorod - Kulunda. I numerosi villaggi della campagna circostante, in gran parte intensamente coltivata, sono collegati da strade locali.